# Hoplorana attenuata
Hoplorana attenuata är en skalbaggsart som beskrevs av Leon Fairmaire 1898. Hoplorana attenuata ingår i släktet Hoplorana och familjen långhorningar.
Artens utbredningsområde är Madagaskar. Inga underarter finns listade i Catalogue of Life.